# 生長の家宇治別格本山
生長の家宇治別格本山（せいちょうのいえうじべっかくほんざん）は京都府宇治市にある宝蔵神社を中心とする生長の家の別格本山。

## 概要
1960年（昭和35年）に落慶。宝蔵神社の本尊神霊（祭神）は生長の家大神・大国主大神・観世音菩薩・地蔵大菩薩・阿弥陀如来である。
1985年（昭和60年）に教団の組織改革に伴って楠本加美野が初代総務に就任し、宝蔵神社の崇敬会組織である「宝蔵会」を設立するなどの改革を行う。2014年（平成26年）に楠本は生長の家総本山に転勤となり、現総務には堀端芳樹が就任した。
先祖供養・永代供養・流産児供養など、教団内では霊供養の場所として知られている。永代祭祀されると霊宮聖使命菩薩としてまつられる。
神癒祈願が行われる施設の一つでもある。
毎月、十数人の体験談を載せた体験談集「宝蔵」を発行している。
毎日聖経「甘露の法雨」が読誦される。
宇治川を挟んで向かいには宇治神社、宇治上神社、興聖寺がある。かつてこの一帯は南泉坊といわれ平等院の宝物を納めるところが幾つもあった（「安養集」）。また総本山としては、長崎県西海市に「生長の家総本山・龍宮住吉本宮」がある。尚、ブラジルにも宝蔵神社（1957年落慶）がある。

## 主な祭事
- 霊宮聖使命菩薩・霊宮聖使命会員祥月命日供養祭
- 宝蔵神社月次祭・全国流産児無縁霊供養塔供養月次祭
- 末一稲荷神社月次祭・精霊招魂神社月次祭